# Milo Đukanović
Milo Đukanović (en alfabet ciríl·lic: Мило Ђукановић) (Nikšić, 15 de febrer de 1962) és un polític montenegrí que ha governat Montenegro gairebé durant 25 anys: primer ministre de 1991 a 1998, president de 1998 a 2002, i altre cop primer ministre de 2003 a 2006, de 2008 a 2010, i finalment de 2012 a 2016. Đukanović és el cap del Demokratska Partija Socijalista Crna Gore (antics comunistes).
Inicialment, Đukanović era un fidel aliat del líder serbi Slobodan Milošević. Tanmateix, el 1996 va canviar d'idea i va abandonar la tradicional entesa entre els dos països iugoslaus per tal de defensar de manera creixent la sobirania de Montenegro, primer substituint la República Federal de Iugoslàvia per la unió política de Sèrbia i Montenegro, per després convocar i guanyar el referèndum per la independència de Montenegro de 2006. El 2012 va guanyar les eleccions al capdavant d'una coalició de partits proeuropeïstes.